# Freddie and the Dreamers
Freddie and the Dreamers est un groupe britannique de pop des années 1960.

## Histoire
Après avoir été membre de divers groupes de skiffle de la région de Manchester, le chanteur Freddie Garrity forme les Dreamers en 1959. Ils se distinguent de la concurrence en intégrant de l'humour dans leurs concerts, et le public s'amuse de voir le petit Freddie (il ne mesure que 1,6 m), avec ses grosses lunettes, agiter les bras et les jambes dans tous les sens en chantant.
Le groupe signe un contrat avec Columbia Records en 1963. Leur premier 45 tours, une reprise de If You Gotta Make a Fool of Somebody de James Ray, se classe no 3, et leurs deux singles suivant atteignent également le haut des charts. Le succès commence à refluer l'année suivante, mais ils se relancent en 1965 sur le sol américain, où la British Invasion bat son plein dans la foulée des Beatles. Les Dreamers décrochent ainsi un no 1 dans le classement Billboard avec I'm Telling You Now. La gestuelle désarticulée de Freddie Garrity donne lieu à un single parodiant les danses à la mode, Do the Freddie, qui se classe dans le Top 20 et fait l'objet d'une reprise par Chubby Checker.
Les Dreamers se séparent à la fin des années 1960. Ils finissent tous par abandonner la musique pour se reconvertir dans d'autres branches, sauf Garrity, qui relance le groupe en 1976 avec de nouveaux musiciens. Les Dreamers se produisent en concert durant les décennies qui suivent, jusqu'à ce que la santé de Freddie Garrity l'empêche de continuer. Il meurt le 19 mai 2006.

## Discographie

### Singles
- 1963 : If You Gotta Make a Fool of Somebody / Feel So Blue (no 3 au Royaume-Uni)
- 1963 : I'm Telling You Now / What Have I Done to You? (no 2 au Royaume-Uni, no 1 aux États-Unis en 1965)
- 1963 : You Were Made for Me / Send a Letter to Me (no 3 au Royaume-Uni)
- 1964 : Over You / Come Back When You're Ready (no 13 au Royaume-Uni)
- 1964 : So Fine (The Beat Merchants) / You Were Made for Me (no 21 aux États-Unis en 1965)
- 1964 : I Love You Baby / Don't Make Me Cry (no 16 au Royaume-Uni)
- 1964 : Just for You / Don't Do That to Me (no 41 au Royaume-Uni)
- 1964 : I Understand / I Will (no 5 au Royaume-Uni, no 36 aux États-Unis en 1965)
- 1965 : A Little You / Things I'd Like to Say (no 26 au Royaume-Uni)
- 1965 : Do the Freddie / Tell Me When (no 18 aux États-Unis)
- 1965 : There's Not One Thing (Just Four Men) / Send a Letter to Me
- 1965 : Thou Shalt Not Steal / I Don't Know (no 44 au Royaume-Uni)
- 1965 : I Don't Know / Windmill in Old Amsterdam
- 1966 : If You've Got a Minute, Baby / When I'm Home with You
- 1966 : Playboy / Some Day
- 1966 : Turn Around / Funny Over You
- 1967 : Brown and Porter's (Meat Exporters) Lorry / Little Brown Eyes
- 1967 : Hello, Hello / All I Ever Want Is You
- 1968 : It's Great / Gabardine Mac
- 1968 : Little Big Time / You Belong to Me
- 1969 : Get Around Downtown Girl / What to Do
- 1970 : Susan's Tuba / You Hurt Me Girl

### Albums
- 1963 : Freddie and the Dreamers (no 5 au Royaume-Uni)
- 1964 : You Were Mad for Me
- 1965 : Sing-Along Party
- 1966 : In Disneyland
- 1967 : King Freddie and His Dreaming Knights
- 1971 : Oliver in the Overworld
- 1976 : The New Freddie and the Dreamers
- 1978 : Breaking Out